# ホームメイドヒーローズ
『ホームメイドヒーローズ』は、鈴城芹による日本の4コマ漫画。『まんがタイムきららMAX』（芳文社）において、2013年3月号より2015年4月号まで連載された。

## あらすじ
とある街に住む一見ごく普通の家族、仙台家。実は彼らは戦隊ヒーローになることを密かに目指している一家だった。現実的な難題は多々ありつつも彼らは少しずつヒーローへの道を進んでいた。
一方、仙台家の身近にいる菅部親子は悪の組織の幹部になることを密かに夢見つつも平穏に暮らしていた。そんな菅部親子の前にイビルマと名乗る謎の存在が現れ、その力で悪の組織は急速に形となっていく。
こうして、ヒーローと悪の組織が対峙する時が近づいていた。

## 登場人物
本作には、作者の他作品のキャラクターが脇役として多数登場している。

### 仙台家
仙台 麻凛（せんだい まりん）
仙台家の次女（第三子）。曽新第一中学校の1年生で水泳部に所属している。仙台家でも一番の戦隊好きだが、友達にはそれを隠している。比較的常識人でしっかり者。非常時でも冷静に行動できるタイプ。
戦隊ではブルーを担当し、マリンブルーを名乗る。
仙台 烈人（せんだい れつと）
仙台家の長男（第二子）。工業高校の1年生。熱血キャラでヒーロー気質。格闘技の道場に通っているほか家でもよくトレーニングしていて戦闘能力は高い。恋愛には疎く、クラスメイトの幸に好意を寄せられているが全く気付いていない。
戦隊ではレッドを担当し、ワイルドレッドを名乗る。
仙台 真白（せんだい ましろ）
仙台家の三女（第四子）。曽新中央小学校の4年生。冷めた性格で、戦隊ヒーローになることにはあまり乗り気ではなく将来はモデル志望。しかし特撮自体は好きで、ヒーローショーを見た後は大興奮していた。体操クラブに通っていて身軽。
戦隊ではホワイトを担当し、ピュアホワイトを名乗る。
仙台 紅里（せんだい あかり）
仙台家の長女（第一子）。曽新大学の1年生。食べることが好きで、ぽっちゃりした体形。その体形・体重をネタにされることが多い。中学生までは烈人と同じ道場で護身術を習っており、合気道初段。
戦隊ではオペレーターを担当する。
仙台 正義（せんだい まさよし）
麻凛たちの父。46歳。江西重工という会社で設計の仕事をしている。
戦隊ではメカニック担当で、武器や巨大ロボットを開発。
仙台 悠羽（せんだい ゆうわ）
麻凛たちの母。43歳。セキュリティ関連の会社に勤めている。服のセンスに自信が無いため家でも会社と同じ服を着ている。
戦隊では戦闘服の開発担当で、仕事で得た知識や素材を活用しているがデザインに関しては子供たちに頼った。
仙台 総司（せんだい そうじ）
麻凛たちの祖父で正義の父。66歳。元警察官で刑事局長にもなったが現在は定年退職して無職。警察時代には戦隊ヒーローの司令官になる夢を公言していた。
戦隊では総司令官を担当。
総司の妻
故人で元看護師。家族同様特撮好きで、特にサイボーグ物が好きだった。

### 菅部家と悪の組織関連
菅部 阿久乃（すがべ あくの）
麻凛のクラスの担任教師で担当は数学。24歳。悪の組織の幹部になるのが子供の頃からの夢だが、悪人というわけではない。巨乳でスタイルが良い。実家で両親と暮らしている。
菅部 大（すがべ ひろし）
阿久乃の父。紅里の大学の教授で専門は運動力学。娘と同じく悪の組織の幹部になるのが夢。
阿久乃の母
大の妻。夫と娘の夢は知っているが本気にしていない。結局作中では悪の組織に関わることはなかった。
イビルマ
魔女。人々の夢を覗く中で菅部親子の夢に興味を持ち、テレパシーで彼らに接触してその夢の実現のために力を貸す。イビルマは偽名で本名は不明。菅部親子からはイビルマ様と呼ばれる。2人の前に直接姿を現すことは無く、大が用意したヤコブ種の羊の頭蓋骨を依代として会話している。
本来の姿は『くすりのマジョラム』に登場するラムの師匠に酷似している。
ドールズ
イビルマが用意した戦闘員。全身星柄模様の等身大デッサン人形のような外見で、元は小さな人形。簡単な命令を聞かせることができる。

### その他
黒崎 幸（くろさき さち）
烈人のクラスメイトで、彼に好意を抱いている。戦隊物が大好きで烈人とは話が合い、「レッド」「ブラック」と呼び合う仲。陸上部のマネージャーで将来は看護師志望。
吉藤 叶恵（きっとう かなえ）
真白と同じ体操クラブに通っている小学1年生。生まれつきの難病でずっと入院していたが現在は完治しており、兄の婚約者が治してくれたと本人は言っている。
吉藤 望夢（きっとう のぞむ）
叶恵の兄で小学6年生。妹思いの優しい性格で料理もできる。婚約者がいる。
『くすりのマジョラム』最終話に妹が難病にかかっている容姿の似た男の子が登場している。
小絵（さえ）、翠（みどり）、舞依（まい）、安藤 乙女（あんどう おとめ）
麻凛と同じクラスの友達。乙女は麻凛と同じ水泳部に所属している。
小絵は『看板娘はさしおさえ』の主人公で翠と乙女も同作品に登場。舞依は『家族ゲーム』に登場している。
華香（はなこ）、一休（ぴんく）
真白と同じクラスの友達。一休はいわゆるキラキラネームである自分の名前に強いコンプレックスを持っていて、将来は改名するかアイドルなどの芸名が使える職業になることを夢見ている。
蹴造、投吾、詩（うた）
烈人が通う秋葉流格闘術道場の師範の子供たちで、皆非常に強い。次男の蹴造は蹴り技全般が得意。三男の投吾はルチャリブレの使い手。大柄で常に覆面を被っている。末っ子で紅一点の詩は手加減が苦手らしい。また、この3人の上に自衛隊員の長男がいる。
詩は『JC探偵でぃてくてぃ部!』のメインキャラクターだが兄たちは本作で初登場。

## 書誌情報
- 鈴城芹 『ホームメイドヒーローズ』 芳文社〈まんがタイムKRコミックス〉、全2巻
  1. 2014年4月11日第1刷発行（2014年3月27日発売）、ISBN 978-4-8322-4425-2
  2. 2015年5月12日第1刷発行（2015年4月27日発売）、ISBN 978-4-8322-4561-7